# Muyocopron corrientinum
Muyocopron corrientinum är en svampart som beskrevs av Speg. 1881. Muyocopron corrientinum ingår i släktet Muyocopron och familjen Microthyriaceae.   Inga underarter finns listade i Catalogue of Life.